# 基隆山 (台中市)
基隆山是臺灣臺中市和平區的山，位於博愛里和八仙山國家森林遊樂區西南隅，距南投縣仁愛鄉新生村界約700公尺，屬雪山山脈白姑山彙。山區植被以針葉林為主，海拔2957.2公尺，山頂設有三等三角點6594號。該山東北、西南兩側為大甲溪支流十文溪的主要發源地，並以該溪與谷關七雄中的馬崙山和八仙山相隔。山脊往東南東方向連接九仙山—白姑大山稜線。
基隆山之名最晚出現於1950至1960年代的地圖，一說「基隆」為當地泰雅語的音譯。